# Andrew Weidinger
Andrew Weidinger (geboren 10. Juli 1982 in Phoenix, Arizona) ist ein US-amerikanischer American-Football-Trainer. Er arbeitete bei den Atlanta Falcons und den Tampa Bay Buccaneers in der National Football League (NFL). Derzeit ist er Head Coach der Madrid Bravos in der European League of Football (ELF).

## Karriere

### College
Weidinger begann seine Trainerkarriere im Jahr 2000, als er an der University of Arizona studentischer Assistent des Footballteams wurde. In den Sommermonaten fungierte er als Assistenztrainer an der Thunderbird High School. Am Ende seiner College-Zeit 2006 war er stellvertretender Director of Football Operations, zuständig für Rekrutierung und Scouting.
Weidinger hat einen Bachelorabschluss in Politikwissenschaft und einen Master in Informationsressourcen und Bibliothekswissenschaften.

### Atlanta Falcons
Vor der Saison 2006 absolvierte Weidinger ein Praktikum bei den Atlanta Falcons, wo er beim Scouting und der Bewertung potenzieller Spieler in der gesamten NFL half. 2008 wurde er als Assistent des Cheftrainers Mike Smith verpflichtet. In der Saison 2012 wurde er zum Assistant Offensive Coordinator befördert.

### Tampa Bay Buccaneers
Zur Saison 2015 wurde Weidinger von den Tampa Bay Buccaneers als Offensive Quality Control Coach verpflichtet. Ein Jahr später wurde er zum Assistant Wide Receivers Coach befördert.

### Arizona Hotshots (AAF)
In der Saison 2019 arbeitete Weidinger als Coach der Runningbacks der Arizona Hotshots in der kurzlebigen Alliance of American Football (AAF).

### Potsdam Royals (GFL)
In der Saison 2021 war Weidinger Offensive Coordinator der Potsdam Royals in der German Football League (GFL).

### Barcelona Dragons (ELF)
Zur Saison 2022 wurde Weidinger erstmals Head Coach. Er führte die Barcelona Dragons zum Gewinn der Southern Conference der European League of Football. Im Halbfinale unterlag das Team den Vienna Vikings. Am 13. September 2022 gaben Weidinger und das Team bekannt, dass sie sich getrennt haben.

### Rhein Fire (ELF)
Zwei Wochen später wurde Weidinger als Offensive Coordinator von Rhein Fire vorgestellt. Fire war 2022 hinter den Dragons auf Platz 2 der Southern Conference gelandet. Nach der Saison 2023 wurde Weidinger als Assistant Coach of the Year der ELF ausgezeichnet. Sowohl 2023 als auch 2024 gewann er mit Fire die Meisterschaft der ELF.

### Madrid Bravos (ELF)
Ab dem 1. Oktober 2024 ist Weidinger Head Coach der Madrid Bravos. Die Bravos waren die einzige Mannschaft, die in den beiden vorherigen Spielzeiten gegen Rhein Fire gewinnen konnten.